# Callan (County Kilkenny)
Callan (irsk: Callainn) er en by i County Kilkenny i det sydøstlige Irland.
Callan ligger 16 km sydvest for byen Kilkenny i den vestlige del af grevskabet Kilkenny, nær grænsen til County Tipperary, og er med sine 1.771 indbyggere (2006) en af de få større byer i County Kilkenny. Byen blev grundlagt i året 1207 af William Marshal, 1. Earl of Pembroke.
I Callan ved floden Kings River ligger ruinerne af Augustinerklosteret Abbey Meadow fra det 15. århundrede, og The Moat, en af de bedst bevarede irske motte-and-bailey borge, som er en engelsk betegnelse for en primitiv form for borg, som står på en jordhøj, og omgivet af en beskyttende mur af træpæle.
Den første kamp i Gaelic football efter faste regler fandt sted i Callan den 15. februar 1885.